# توني تومسون
توني تومسون (بالإنجليزية: Tony Thompson)‏ (4 نوفمبر 1994 بليفربول في المملكة المتحدة - ) هو لاعب كرة قدم بريطاني في مركز حراسة المرمى. لعب مع نادي روذرهام يونايتد ونادي ساوثبورت وChester F.C. ‏ ونادي تشيلمسفورد ونادي موركامب.

## وصلات خارجية
- توني تومسون على موقع قاعدة بيانات كرة القدم.إي يو (الإنجليزية)
- توني تومسون على موقع Soccerbase.com (لاعب) (الإنجليزية)
- توني تومسون على موقع Soccerway.com (الإنجليزية)